# Nick Marck
Pour les articles homonymes, voir Marck (homonymie).
Nick Marck est un réalisateur américain qui travaille essentiellement pour la télévision. 

## Biographie
Il a commencé sa carrière en 1978 en tant qu'assistant réalisateur pour la série Galactica. Il a remporté le prix Hugo en 2003, partagé avec les scénaristes, pour l'épisode Connivences de la série Buffy contre les vampires.

## Filmographie

### Réalisateur
- 1987 : Starman (2 épisodes)
- 1990 - 1992 : Les Années coup de cœur (6 épisodes)
- 1991 - 1993 : Bienvenue en Alaska (9 épisodes)
- 1992 - 1995 : Dream On (5 épisodes)
- 1995 : X-Files : Aux frontières du réel (épisode La Colonie 1/2)
- 1995 : Le Retour de Max la Menace (7 épisodes)
- 1996 : Arliss (2 épisodes)
- 1998 : The Jungle Book: Mowgli's Story (film direct-to-video)
- 1998 : Hyperion Bay (2 épisodes)
- 1998 : Charmed (saison 1 épisode 5)
- 1999 : Dawson (2 épisodes)
- 1999 - 2002 : Buffy contre les vampires (7 épisodes : Le Mariage de Buffy, La Faille, L'Inspection, Tous contre Buffy, Fast food, Démons intérieurs et Connivences)
- 2000 : Roswell (saison 1 épisode 12)
- 2000 : Angel (épisode La Prison d'Angel)
- 2002 : Monk (saison 1 épisode 6)
- 2003 : Dead Zone (saison 2 épisode 7)
- 2004 - 2007 : Veronica Mars (10 épisodes)
- 2007 - 2008 : Greek (4 épisodes)
- 2010 : Life Unexpected (2 épisodes)